# Instituto de Matemática Pura e Aplicada

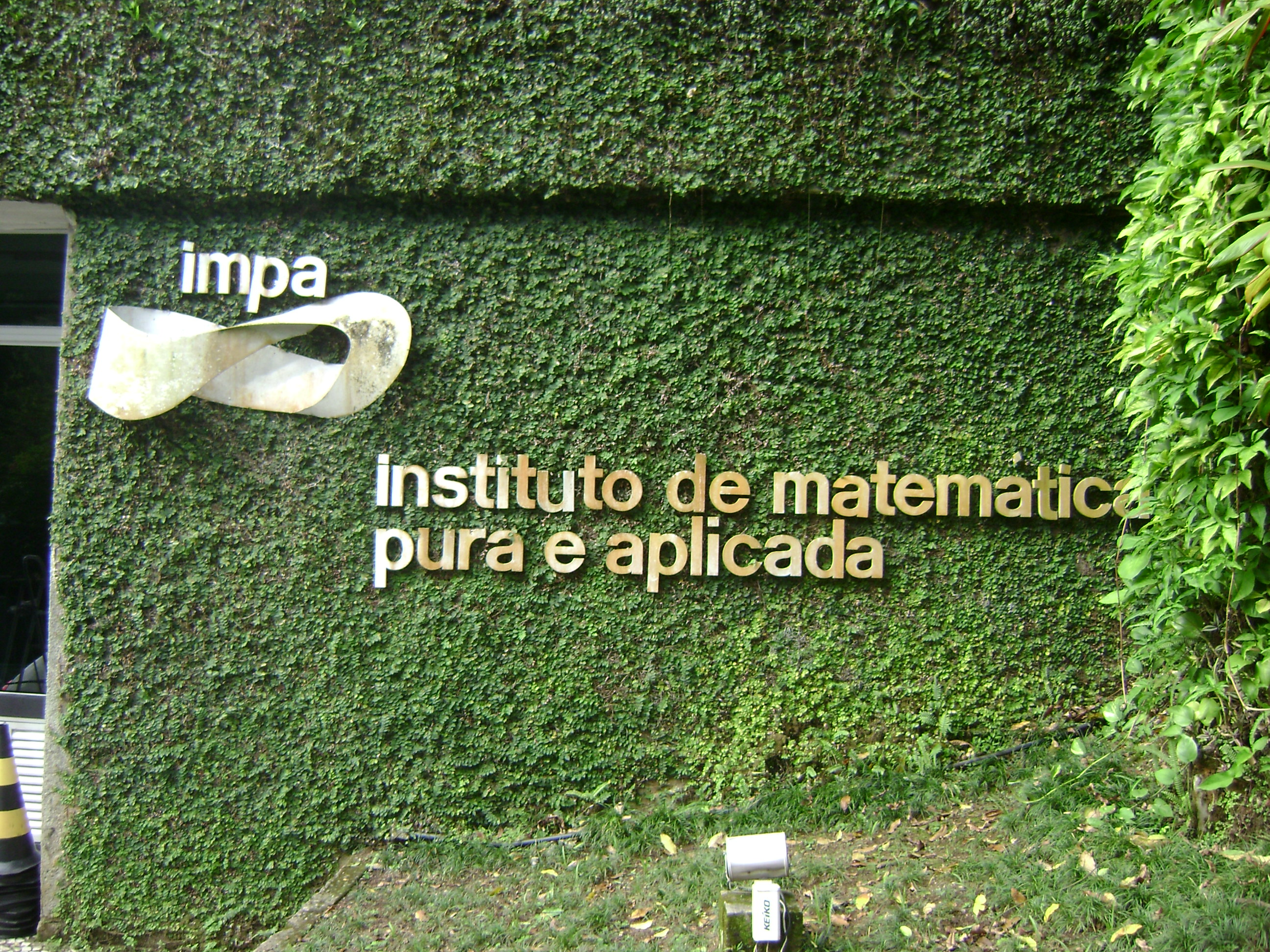
Eingang zum Nationalinstitut der reinen und angewandten Mathematik

Das Instituto Nacional de Matemática Pura e Aplicada (IMPA) oder dt. Nationalinstitut der reinen und angewandten Mathematik ist ein 1952 gegründetes nationales brasilianisches Forschungsinstitut für Mathematik in Rio de Janeiro. Erster Direktor war der Astronom Lélio Gama. Zu den Gründungsmitgliedern gehörten auch Mauricio Peixoto und Leopoldo Nachbin. Auf Peixoto geht auch dessen Schwerpunkt im Bereich Dynamischer Systeme zurück. 1957 fanden hier die ersten Brasilianischen Mathematischen Kolloquia statt, die seitdem alle zwei Jahre mit bis zu 1200 Teilnehmern stattfinden. Neben der Forschung und dem Post-Doktoranden-Programm gibt es auch in Zusammenarbeit mit der Universität von Rio Programme für Doktoranden und Diplomanden.
Seit 1957 war es in der Rua São Clemente in Botafogo, ab 1967 in einem historischen Gebäude der Luís de Camões Straße und ab 1981 in einem Neubau im Botanischen Garten (Dona Castorina Straße 110).
Am IMPA forschten unter anderem Jean-Christophe Yoccoz, Stephen Smale (der hier seine eigenen Forschungen zu Dynamischen Systemen begann und die verallgemeinerte Poincaré-Vermutung in fünf und mehr Dimensionen bewies). Mitglieder waren Welington de Melo, Artur Avila, Marcelo Viana, Jacob Palis, Ricardo Mañé, Enrique Pujals und Manfredo do Carmo, Elon Lages Lima (1929–2017), Felipe Voloch, Karl-Otto Stöhr, César Camacho (Direktor ab 2004) und Paulo Ribenboim (ab 1957), zeitweise auch William Meeks, Harold William Rosenberg. Sowohl Palis als auch Lima waren zeitweise Direktoren.
Schwerpunkte waren anfänglich Funktionalanalysis, Differentialtopologie und Dynamische Systeme, in den 1970er Jahren kamen Algebraische Geometrie und Differentialgeometrie, Wahrscheinlichkeitstheorie, mathematische Statistik, Operations Research und mathematische Wirtschaftswissenschaften hinzu und später Partielle Differentialgleichungen, Computergraphik und Hydrodynamik.
Es ist seit ihrer Gründung 1969 Sitz der Brasilianischen Mathematischen Gesellschaft und war 1990 bis 1998 Sitz der International Mathematical Union. Mit der Brasilianischen Mathematischen Gesellschaft organisieren sie den Internationalen Mathematikerkongress in Rio im August 2018 (Leitung des Organisationskomitees Marcelo Viana).
Sie geben auch eigene Lehrbuchreihen heraus (Euclides, Matematica Universitaria).